# Semiothisa lautusaria
Semiothisa lautusaria là một loài bướm đêm trong họ Geometridae.